# Vilers
Vilers – miejscowość w Hiszpanii, w Katalonii, w prowincji Girona, w comarce Gironès, w gminie Madremanya.
Według danych INE z 2005 roku miejscowość zamieszkiwało 9 osób.